# Умирзак
Умирзак (каз. Өмірзақ) — посёлок в Мангистауской области Казахстана. Находится в подчинении городской администрации Актау. Административный центр и единственный населённый пункт Умирзакского сельского округа. Село с 2018 года.
Расположен на берегу моря недалеко от Актау. Посёлок Умирзак назван в честь директора совхоза «Ильич» Нурбаева Умирзака. В книге Натальи Задерецкой «Казах мунайынын ардактылары» на 21 стр.: «Один из случаев, произошедших с участниками экспедиции Димакова, был описан местным писателем писателем Абулхаиром Спан: лагерь экспедиции был разбит у колодца Мастек. Это было жарким летом, солнце нещадно палило. У одной из участниц экспедиции случился солнечный удар. Что делать — поблизости ни воды, ни тени. Единственный медпункт на весь полуостров — в 120 километрах от лагеря. По счастливой случайности мимо проходил один из местных жителей, лекарь, славящийся своим врачеванием. Вылечил пациентку и исчез. Кого благодарить? Геологи отправились в ближайший аул. Там, в первой же кибитке, они узнали, что это знаменитый в пустыне Умирзак Нурбаев. Это в честь него впоследствии был назван посёлок Умирзак, пригород Актау. Умирзак впоследствии активно поддерживал освоение степи геологоразведчиками.»

## Население
В 1999 году население села составляло 1402 человека (698 мужчин и 704 женщины). По данным переписи 2009 года, в селе проживало 2847 человек (1463 мужчины и 1384 женщины).